# Grootaertia skorpionensis
Grootaertia skorpionensis är en tvåvingeart som beskrevs av Grichanov, Kirk-spriggs och Patrick Grootaert 2006. Grootaertia skorpionensis ingår i släktet Grootaertia och familjen styltflugor.
Artens utbredningsområde är Namibia. Inga underarter finns listade i Catalogue of Life.